# Ferrovia Isumi
La Ferrovia Isumi (いすみ鉄道?, Isumi Tetsudō) è un operatore ferroviario del terzo settore con sede a Ōtaki, distretto di Isumi, nella prefettura di Chiba, che  gestisce una linea ferroviaria.

## Storia
La società è stata fondata il 7 luglio 1987 con l'obiettivo di rilevare la linea Kihara dalla JR East. Il 24 marzo 1988 la linea Kihara fu rilevata dalla Ferrovia Isumi e rinominata linea Isumi.

## Linee ferroviarie
L'azienda gestisce una linea ferroviaria.
- Linea Isumi (いすみ線?): Ōhara - Kazusa-Nakano (26,8 km, 14 stazioni)

## Materiale rotabile

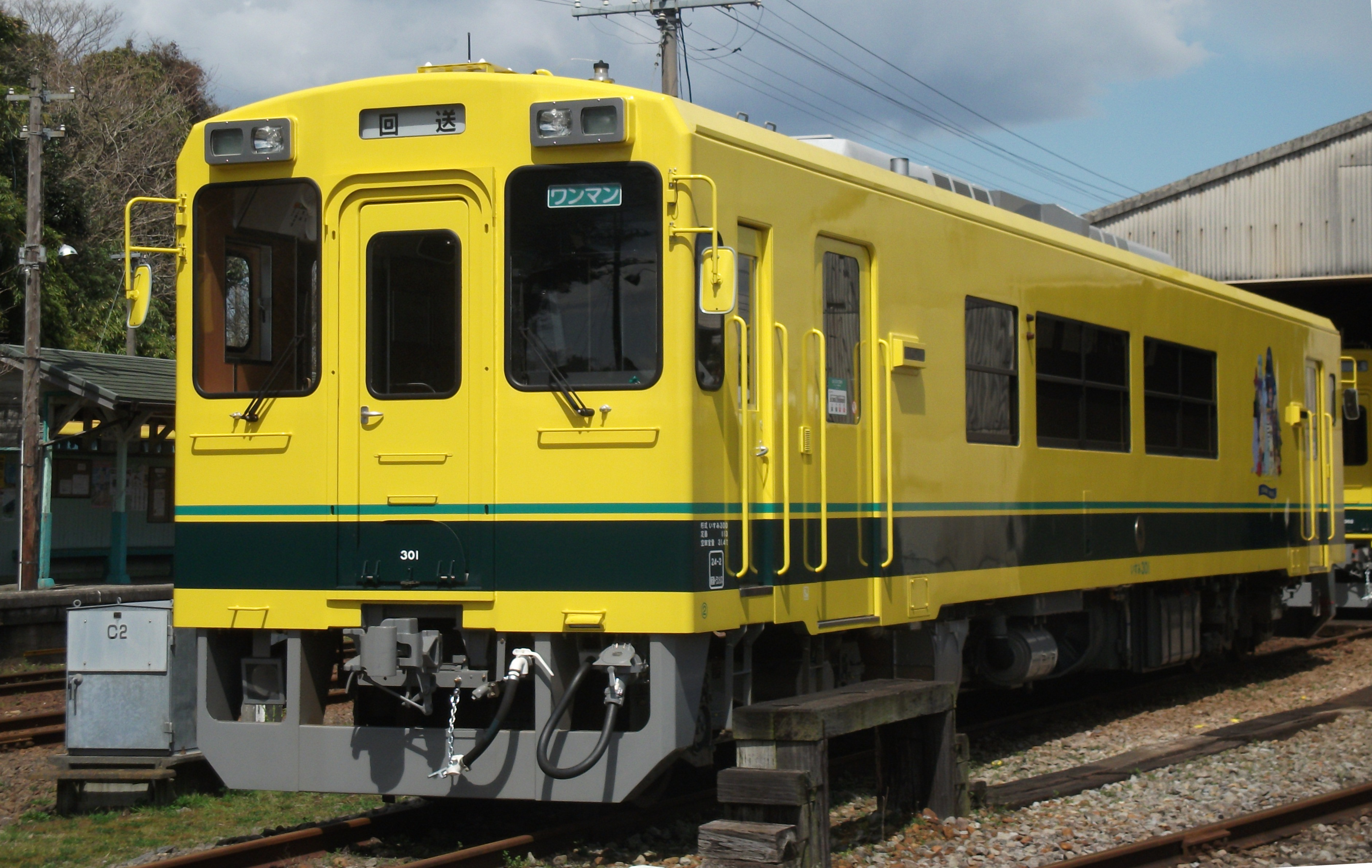
Serie Isumi 300
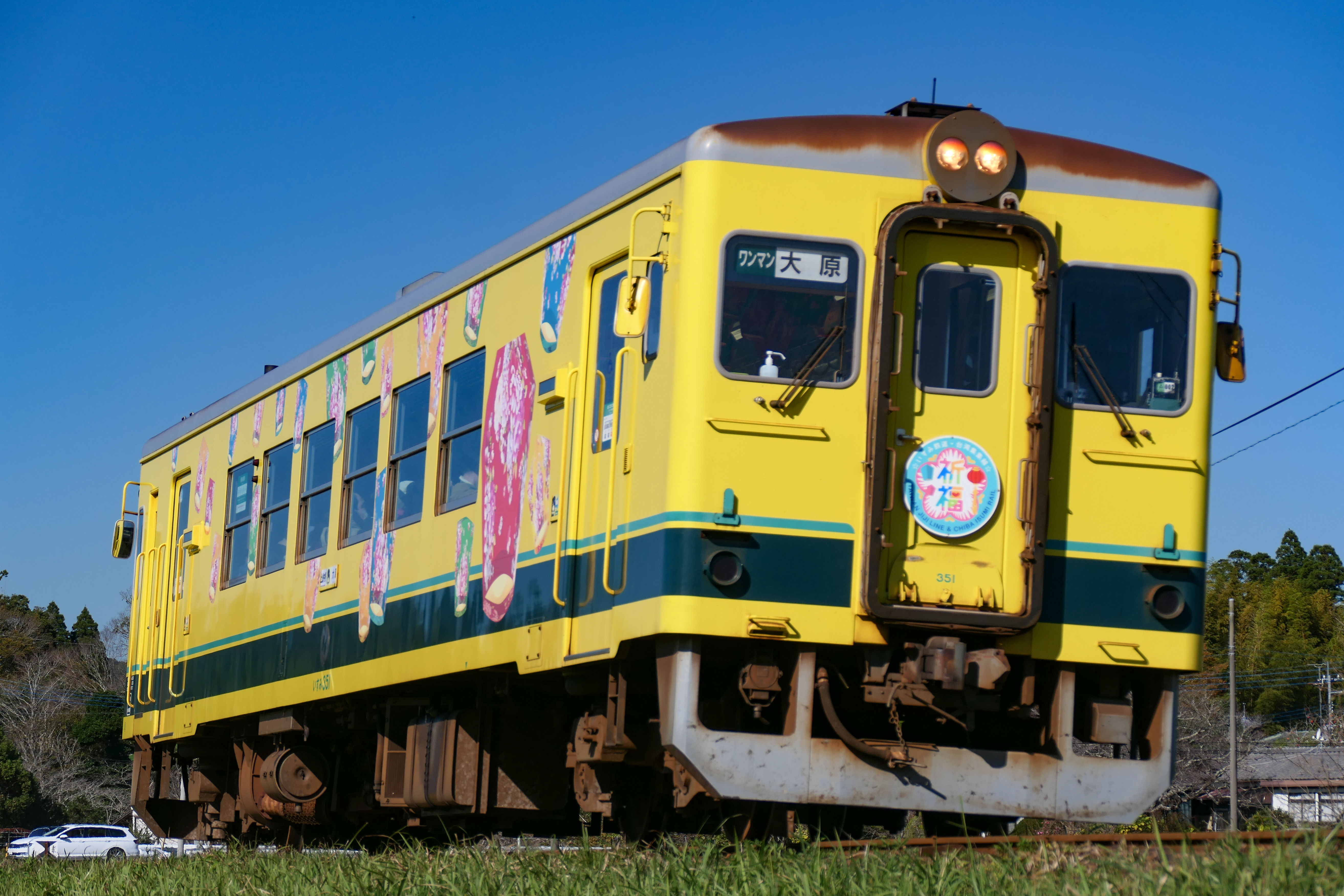
Serie Isumi 350
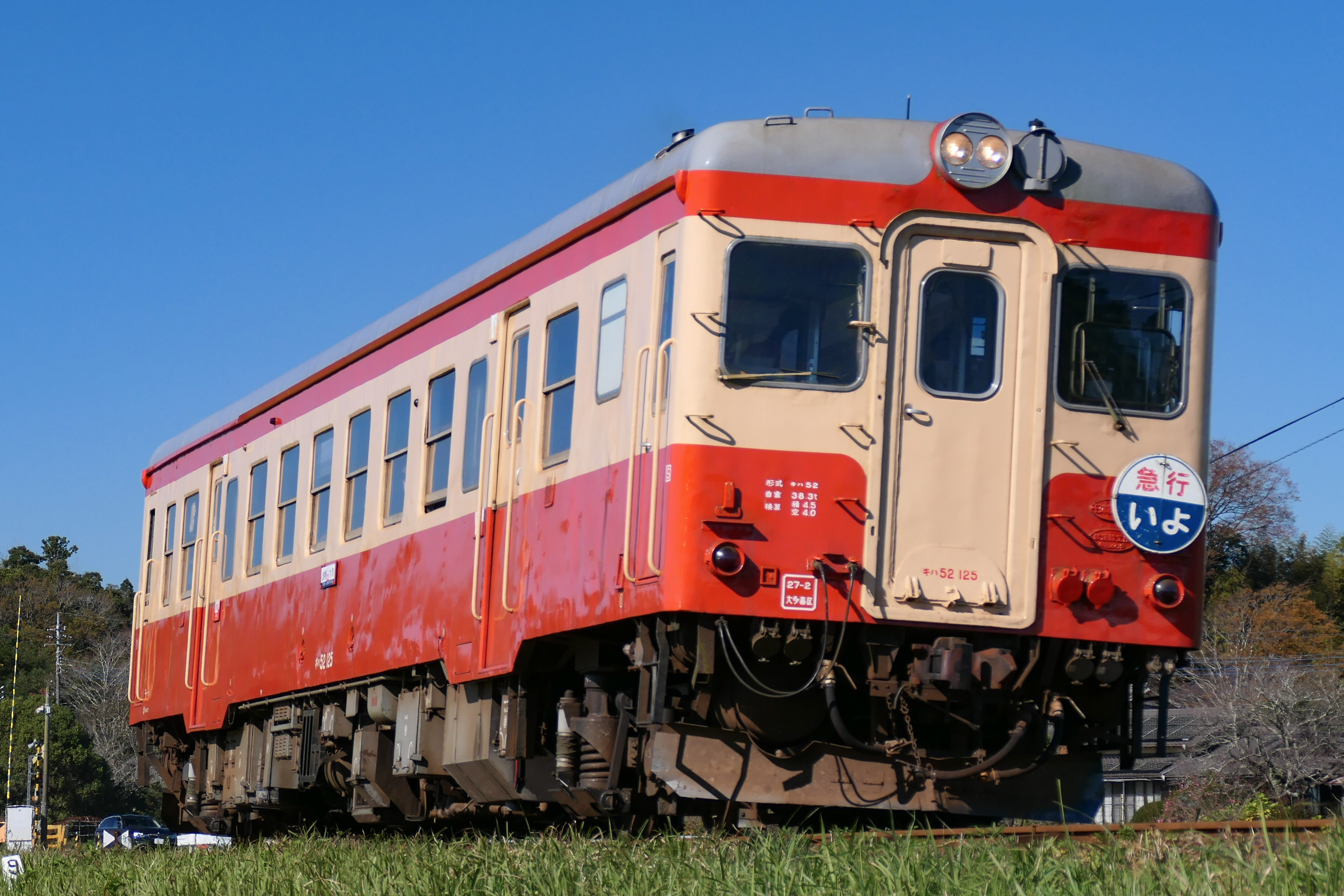
Serie Kiha 52
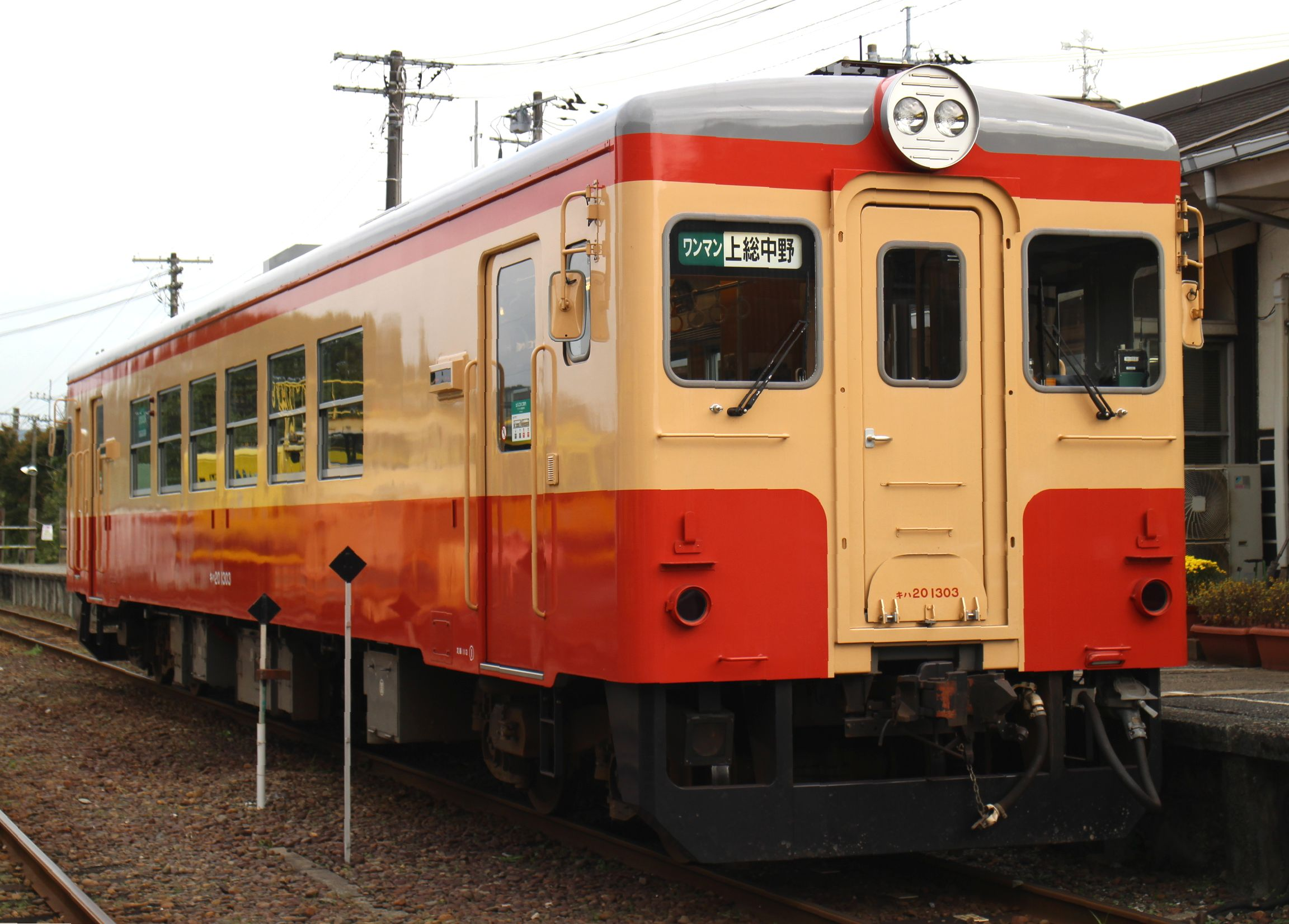
Serie Kiha 20

- Serie Isumi 300
- Serie Isumi 350
- Serie Kiha 52
- Serie Kiha 20